# Clenleu
Clenleu ist eine französische Gemeinde mit 185 Einwohnern (Stand 1. Januar 2022) im Département Pas-de-Calais in der Region Hauts-de-France (vor 2016 Nord-Pas-de-Calais). Sie gehört zum Arrondissement Montreuil und zum Kanton Lumbres.

## Lage
Die Gemeinde Clenleu liegt im Artois an der Bimoise, einem Nebenfluss der Course, acht Kilometer nordöstlich von Montreuil-sur-Mer. Nachbargemeinden von Clenleu sind Preures im Norden, Bimont im Nordosten, Saint-Michel-sous-Bois im Osten, Humbert im Südosten, Sempy im Süden sowie Alette im Westen.

## Bevölkerungsentwicklung
| Jahr                       | 1962 | 1968 | 1975 | 1982 | 1990 | 1999 | 2006 | 2015 | 2022 |
| Einwohner                  | 169  | 182  | 170  | 181  | 172  | 183  | 173  | 199  | 185  |
| Quellen: Cassini und INSEE |      |      |      |      |      |      |      |      |      |

## Sehenswürdigkeiten

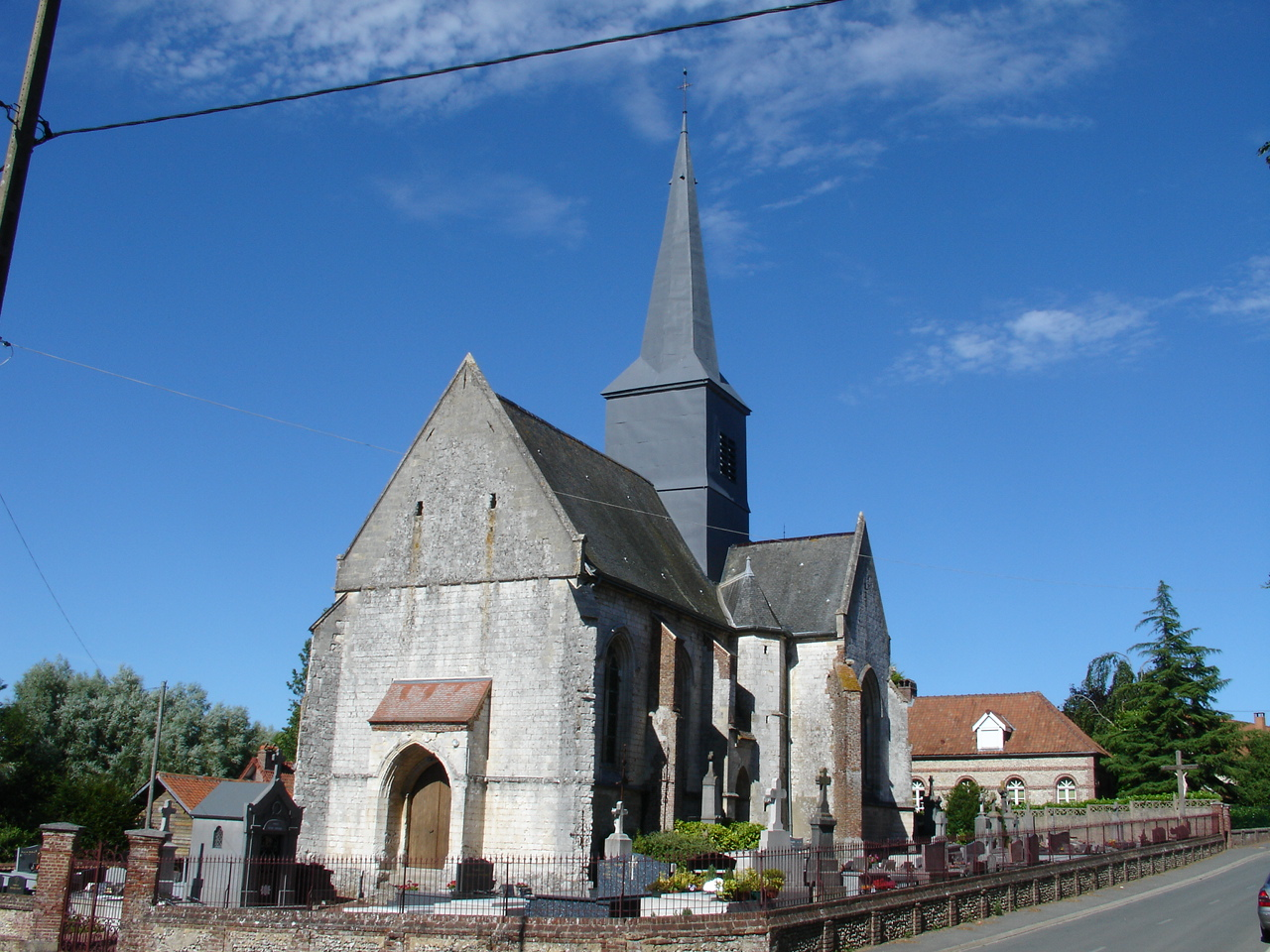
Kirche Saint-Gilles
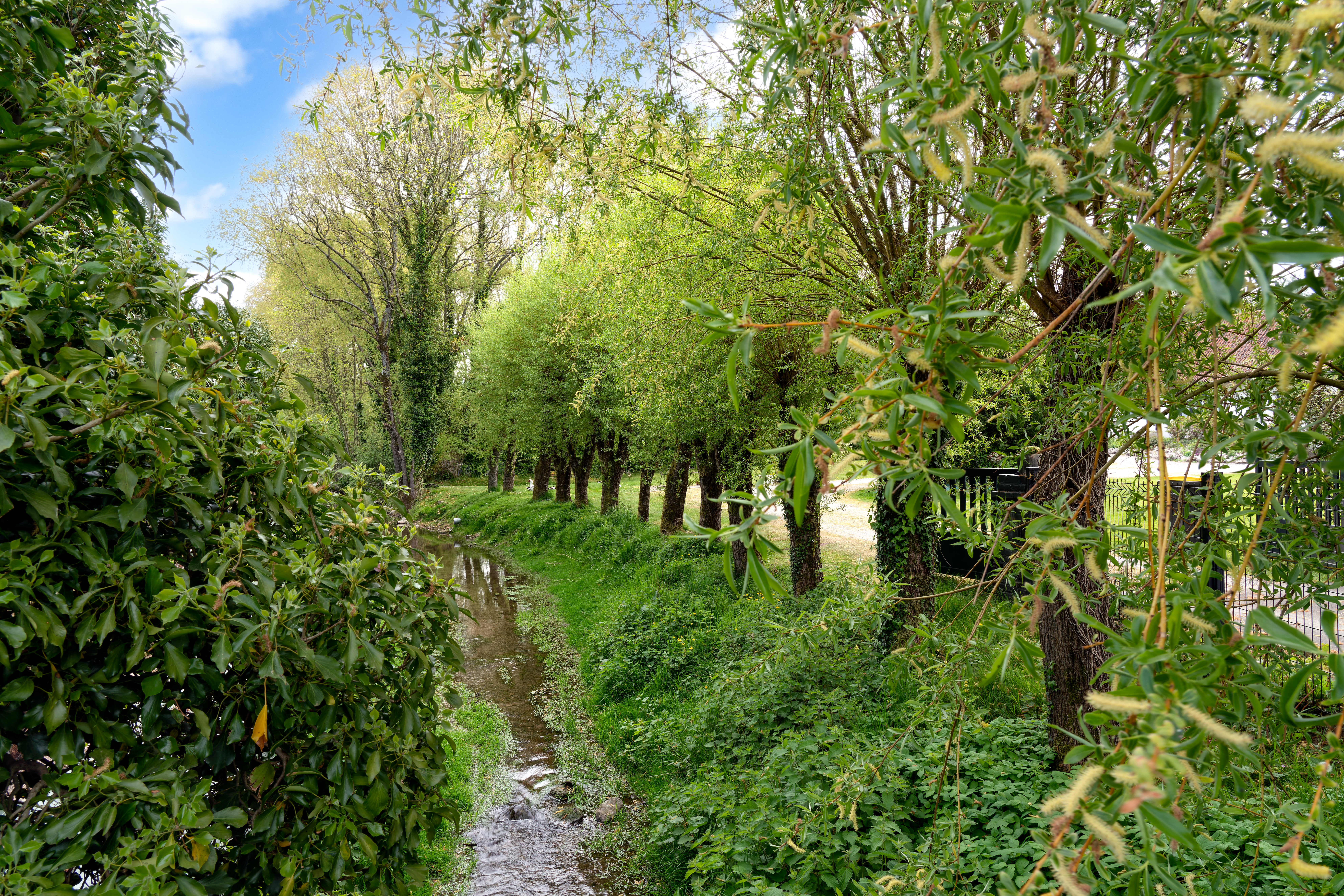
Die Bimoise in Clenleu

- Kirche Saint-Gilles
- Die Bimoise in Clenleu

## Persönlichkeiten
- Alfred Michaux (1859–1937), Anwalt und Esperantist